# Montans
Montans (en francès Montans) és un municipi francès situat al departament del Tarn i a la regió d'Occitània.

## Demografia
| 1962                                       | 1968 | 1975 | 1982 | 1990 | 1999  | 2006  |
| ------------------------------------------ | ---- | ---- | ---- | ---- | ----- | ----- |
| 939                                        | 974  | 908  | 903  | 972  | 1.061 | 1.218 |
| Des de 1962: població sense dobles comptes |      |      |      |      |       |       |

## Administració
| Període   | Identitat      | Partit |
| --------- | -------------- | ------ |
| 2001-2008 | Alexis Marre   |        |
| 2008-     | Gilles Crouzet |        |